# 威廉·加斯顿

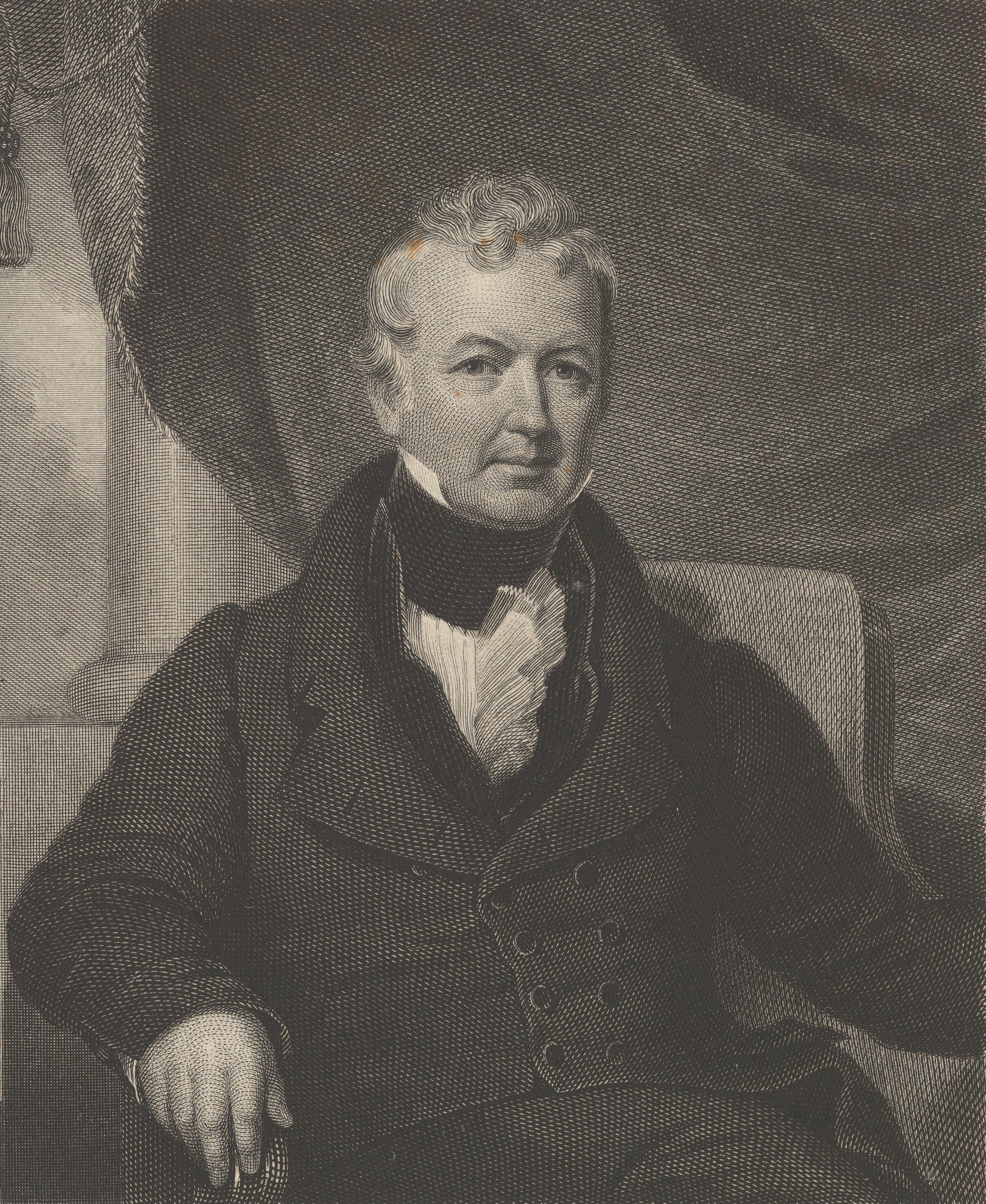
威廉·加斯顿

威廉·加斯顿（英語： 1778年9月19日—1844年1月23日）美国法理学家、来自北卡罗来纳州的众议院议员。加斯顿是北卡罗来纳州州歌“《老北州》”（The Old North State）的作者。北卡罗来纳州的加斯顿县、加斯顿胡、城市加斯托尼亚及乔治城大学的加斯顿厅都是以他的名字命名的。